# تترا كوارك

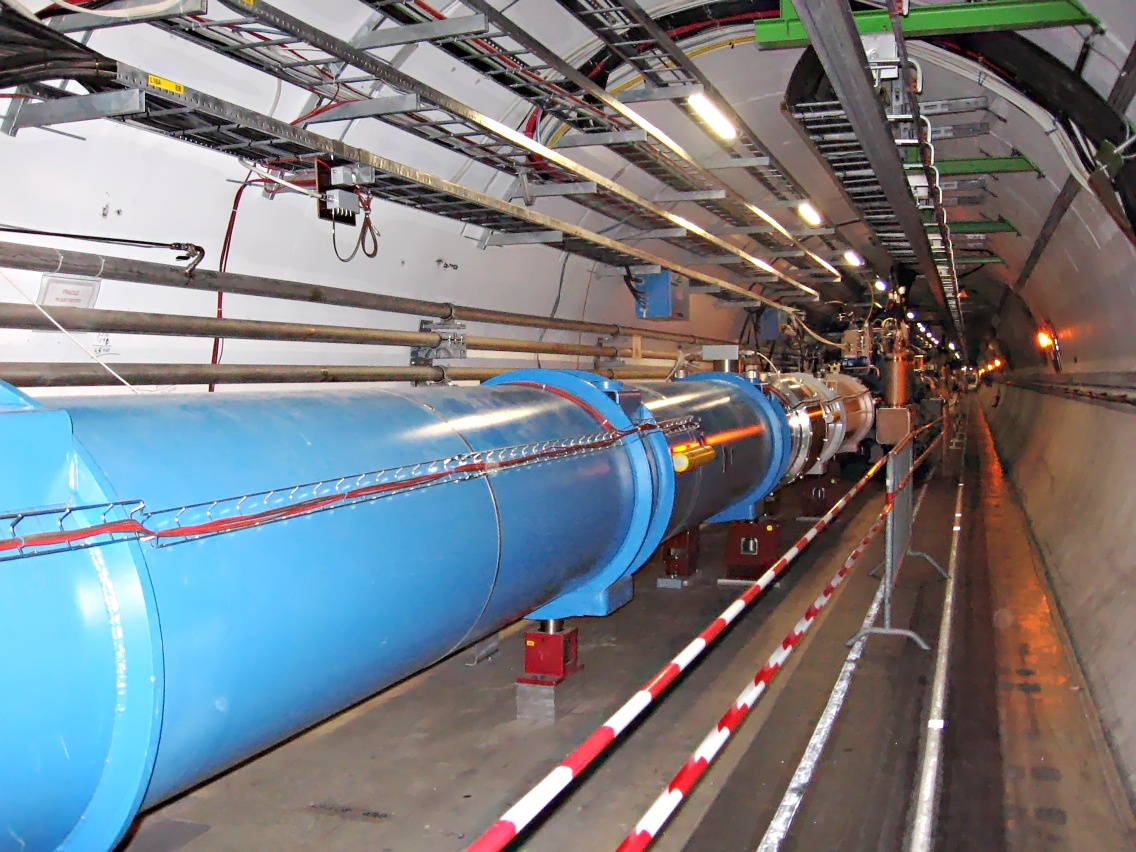

تترا كوارك في فيزياء الجسيمات هو ميزون افتراضي مركب من أربع كواركات متكافئة. ظاهريا، قد يسمح بحالة تترا كوارك في ديناميكا لونية كمومية، والنظرية الحديثة للتفاعلات القوية. ولكن لم يحدث أي تقرير مؤكد عن وجود حالة تترا كوارك إلى اليوم. وأي شكل لحالة تترا كوارك إنما هي مثال عن هادرون شاذ والتي تقع خارج تصنيف نموذج الكوارك.
في سنة 2003 أعطي لهذا الجسيم اسم مؤقت X(3872)، ثم اقترح له اسم تترا كوارك عن طريق مختبر بيلي باليابان.
الرمز X هو مصطلح مؤقت، وهو يعني أن هناك بعض الإستفسارات حول الخصائص التي تحتاج إلى فحص. أما الرقم الذي يليه فهو كتلة الجسيم في إلكترون فولت.
وفي سنة 2004 تم رؤية حالة DsJ2632 في مختبر فيرميلاب وقد اقترح ليكون مرشح محتمل لتتراكوارك.
وفي سنة 2009 أعلن فيرميلاب بأه قد اكتشف جسيم سمي مؤقتا Y-4140 وهو أيضا مرشح ليكون تترا كوارك.

## اقرأ أيضا
- هادرون
- هادرون شاذ
- بنتا كوارك
- نموذج الكوارك
- ديناميكا لونية كمومية